# Делфос (Канзас)
Делфос (англ. Delphos) — місто (англ. city) в США, в окрузі Оттава штату Канзас. Населення — 302 особи (2020).

## Географія
Делфос розташований за координатами 39°16′28″ пн. ш. 97°45′58″ зх. д. / 39.27444° пн. ш. 97.76611° зх. д. (39.274570, -97.766015).  За даними Бюро перепису населення США в 2010 році місто мало площу 1,66 км², з яких 1,59 км² — суходіл та 0,06 км² — водойми.

## Демографія
Згідно з переписом 2010 року, у місті мешкало 359 осіб у 161 домогосподарстві у складі 104 родин. Густота населення становила 217 осіб/км².  Було 222 помешкання (134/км²).
Расовий склад населення:
| - 96,4 % — білих - 0,8 % — чорних або афроамериканців - 0,3 % — корінних американців |

До двох чи більше рас належало 1,7 %. Частка іспаномовних становила 2,2 % від усіх жителів.
За віковим діапазоном населення розподілялося таким чином: 21,2 % — особи молодші 18 років, 53,2 % — особи у віці 18—64 років, 25,6 % — особи у віці 65 років та старші. Медіана віку мешканця становила 48,7 року. На 100 осіб жіночої статі у місті припадало 88,0 чоловіків;  на 100 жінок у віці від 18 років та старших — 95,2 чоловіків також старших 18 років.
Середній дохід на одне домашнє господарство  становив 48 101 долар США (медіана — 38 333), а середній дохід на одну сім'ю — 55 674 долари (медіана — 57 083). Медіана доходів становила 38 846 доларів для чоловіків та 30 000 доларів для жінок. За межею бідності перебувало 15,1 % осіб, у тому числі 37,2 % дітей у віці до 18 років та 2,6 % осіб у віці 65 років та старших.
Цивільне працевлаштоване населення становило 173 особи. Основні галузі зайнятості: освіта, охорона здоров'я та соціальна допомога — 32,4 %, виробництво — 15,6 %, роздрібна торгівля — 9,8 %, оптова торгівля — 8,7 %.